# Russians
Russians – piosenka z 1985 roku brytyjskiego muzyka Stinga, która wydana została na czwartym singlu, który promował jego debiutancki solowy album The Dream of the Blue Turtles (1985). Główny temat muzyczny kompozycji Sting oparł na muzyce autorstwa rosyjskiego kompozytora Siergieja Prokofjewa, którą napisał do radzieckiego filmu Car Szaleniec (1934; część „Romans”, ros. Романс).

## Charakterystyka
Piosenka „Russians” jest komentarzem i apelem, który krytykuje dominującą wówczas zimnowojenną politykę międzynarodową i doktrynę gwarancji wzajemnego zniszczenia (MAD) Stanów Zjednoczonych i Związku Radzieckiego.
W wydaniu ogólnoeuropejskiego tygodnika „Music & Media” z początku grudnia 1985 roku napisano, że „podczas ostatnich negocjacji w Genewie, prowadzonych między Reaganem a Gorbaczowem, wiele europejskich programów wykorzystywało utwór «Russians» Stinga jako podkład muzyczny do filmów dokumentalnych dotyczących spotkania na szczycie. Jednocześnie wydawnictwo A&M wydało singiel [z «Russians»]”.
W 1986 roku na europejskiej cotygodniowej liście przebojów European Hot 100 (obejmującej rynki na zachód od żelaznej kurtyny) singiel z utworem uplasował się na 1. miejscu. Na głównej amerykańskiej liście przebojów Hot 100 singiel z utworem dotarł do 16. pozycji, a w brytyjskim zestawieniu Official Singles Chart Top 100 uplasował się na 12. miejscu. Na początku 1986 roku, według pisma „Music & Media”, singiel „Russians” Stinga we Francji miał najlepszy wynik sprzedaży spośród wykonawców zagranicznych, a (według wyliczeń redakcji „Music & Media”) w marcu tego samego roku singiel dotarł do 1. miejsca tamtejszego zestawienia sprzedaży.

## Teledysk
Do piosenki „Russians” nakręcono czarno-biały wideoklip, zrealizowany przez francuskiego reżysera Jean-Baptiste Mondino (zdjęcia: Pascal Lebègue), który nawiązywał do niemieckiego ekspresjonizmu, a także do prac takich twórców, jak Rudolph Maté (operator zdjęć, reżyser; aktywny: 1919–1962) oraz Gregg Toland (operator) i Karl Freund (operator, reżyser; obaj 1. połowa XX w.). W wydaniu czasopisma „Music & Media” z grudnia 1985 roku napisano: „Teledysk Stinga do, jak wielu twierdzi, najlepszego utworu z albumu «Russians» miał swoją premierę w europejskiej telewizji. Film został nakręcony w podstawowych czarno-białych barwach i przypomina film Obywatel Kane. Jest kilka zbliżeń na Stinga, dziewczynka w wieku 9–10 lat oraz starszy chory mężczyzna, wszystko to ułatwiło stworzenie dosyć groźnego obrazu”.
W 1990 roku we francuskim magazynie filmowym „Cahiers du cinéma” napisano, że: „Jeśli chodzi o [teledysk] «Russians» Stinga, będący mroczniejszym od pozostałych, krzyżują się w nim odniesienia do kina niemego i [filmów] Wellesa. To pierwsza faza kariery [Jeana-Baptiste’a] Mondino […]”.

## Wypowiedzi i opinie
W wywiadzie udzielonym w czerwcu 1985 roku brytyjskiemu tygodnikowi muzycznemu „Record Mirror” Sting, zapytany o plany wykorzystania leningradzkiej orkiestry podczas nagrywania utworu „Russians”, powiedział:

Pierwotnym zamysłem piosenki „Russians” było nagranie jej w Związku Radzieckim. Jestem bardzo mocno przekonany, że aby rozluźnić napięcie Wschód–Zachód nie można już tego zostawić politykom – udowodnili, że są całkowicie nieudolni: to od jednostek zależy, czy nawiążą kontakt ze swoimi odpowiednikami za tak zwaną żelazną kurtyną w celu ustalenia i potwierdzenia, że są istotami ludzkimi, a nie demograficznymi pod-robotycznymi (ang. sub-robotic) głupcami. Poczułem więc, że kluczowe było, by pojechać do Związku Radzieckiego i być może spotkać innych muzyków i zrobić coś wspólnie. Niestety natknąłem się na biurokrację, którą przed tobą podłożyli politycy. Nie jest łatwo dostać się do Związku Radzieckiego, żeby nagrać płytę.

W wydaniu paneuropejskiego periodyku „Music & Media” z lipca 1985 roku z solowego albumu Brytyjczyka wyróżniono utwory „Russians”, „Love Is the Seventh Wave” oraz „Fortress Around Your Heart” jako te, które były wówczas najchętniej wybieranymi utworami przez DJ-ów w europejskich rozgłośniach. Na łamach tego samego tygodnika z grudnia 1985 roku napisano, że tekst piosenki „Russians” jest: „błaganiem do ludzkości i o pokój”; autor artykułu dodał też, że ten utwór (obok „Moon over Bourbon Street”, „We Work the Black Seem” i „Love Is the Seventh Wave”) został „zrobiony zdecydowanie dobrze”.

## Listy przebojów
| Kraj   | Lista                          | Pozycja | Źr.         |
| ------ | ------------------------------ | ------- | ----------- |
| AU     | Top 100 Singles                | 11      | [ 20 ]      |
| BE-VLG | Ultratop 50 Singles (Flandria) | 7       | [ 21 ]      |
| EU     | European Top 100 Singles       | 1       | [ 7 ] [ 8 ] |
| EU     | European Airplay Top 50        | 6       | [ 22 ]      |
| FR     | Top 50                         | 2       | [ 23 ]      |
| NL     | Single Top 100                 | 8       | [ 24 ]      |
| IE     | Top 100 Singles                | 11      | [ 25 ]      |
| CA     | „RPM” Top Singles              | 35      | [ 26 ]      |
| DE     | Single Top 100                 | 4       | [ 27 ]      |
| NZ     | Top 40 Singles                 | 25      | [ 28 ]      |
| CH     | Singles Top 100                | 13      | [ 29 ]      |
| SE     | Topplistan                     | 16      | [ 30 ]      |
| IT     | Top 3 Europe: Italy            | 1       | [ 31 ]      |
| GB     | Official Singles Chart Top 100 | 12      | [ 10 ]      |
| US     | Hot 100                        | 16      | [ 9 ]       |
| US     | Top Rock Tracks                | 34      | [ 32 ]      |

| Kraj | Lista                              | Pozycja | Źr.           |
| ---- | ---------------------------------- | ------- | ------------- |
| AU   | National Top 100 Singles           | 53      | [ 20 ] [ 33 ] |
| IT   | Hit Parade Italia                  | 13      | [ 34 ]        |
| IT   | Top 10 Best Selling Singles: Italy | 7       | [ 35 ]        |

| Kraj | Lista               | Pozycja | Źr.    |
| ---- | ------------------- | ------- | ------ |
| EU   | The Hot 100 Singles | 62      | [ 36 ] |

### Certyfikacje i sprzedaż
| Kraj                                      | Certyfikacja | Sprzedaż | Źr.    |
| ----------------------------------------- | ------------ | -------- | ------ |
| Francja                                   | złoto        | 500 000  | [ 37 ] |
| sprzedaż oparta wyłącznie na certyfikacji |              |          |        |